# 診断群分類包括評価
|               | 病院数  | 病院数  | ベッド数 | ベッド数 |
| DPC対象       | DPC準備 | DPC対象 | DPC準備  |          |
| ------------- | ------- | ------- | -------- | -------- |
| 2003年7月時点 | 82      | -       | 68,982   | -        |
| 2004年7月時点 | 144     | -       | 94,115   | -        |
| 2006年7月時点 | 360     | 371     | 177,806  | 114,057  |
| 2008年7月時点 | 718     | 843     | 288,282  | 192,242  |
| 2009年7月時点 | 1,282   | 331     | 433,604  | 57,965   |
| 2010年7月時点 | 1,390   | 266     | 456,201  | 41,179   |
| 2011年4月時点 | 1,449   | 195     | 467,511  | 26,306   |
| 2012年4月時点 | 1,505   | 248     | 479,539  | 34,502   |
| 2013年4月時点 | 1,496   | 244     | 474,981  | 34,501   |
| 2014年4月時点 | 1,585   | 278     | 492,206  | 36,458   |
| 2015年4月時点 | 1,580   | 266     | 484,081  | 33,489   |
| 2016年4月時点 | 1,667   | 284     | 495,227  | 30,537   |
| 2017年4月時点 | 1,664   | 276     | 483,747  | 28,477   |
| 2018年4月時点 | 1,730   | 262     | 488,563  | 24,350   |

診断群分類包括評価（しんだんぐんぶんるいほうかつひょうか）は、日本における医療費の定額支払い制度に使われる評価方法。DPC（Diagnosis Procedure Combination；診断群分類）に基づいて評価される入院１日あたりの定額支払い制度で、DPC/PDPS（Diagnosis Procedure Combination / Per-Diem Payment System）と呼ばれる。通称はマルメ（丸め）。

## 導入状況
診断群分類包括評価を用いた入院医療費の定額支払い制度は2003年4月より全国82の特定機能病院等において開始された。
2006年にはDPCに基づき定額支払い制度を導入している病院の名称がDPC試行的適用病院から「DPC対象病院」、DPCの定額支払いに関するデータを提供する病院の名称はDPC調査協力病院から「DPC準備病院」へと変更となりDPC包括評価の本格的な導入段階へと移行した。
2006年時点での全一般病床（約91万床）に占めるDPC病床の割合は約20％であったが、2010年には50％超えて現在は55％程度となっている。。

## DPC対象病院の要件（2018年度）
診断群分類包括評価を用いた入院医療費の定額支払い制度を導入するには必要な要件があり、「DPC制度への参加等の手続きについて」として、厚生労働省保険局医療課長名で通知されている（平成30年3月26日保医発0326第7号）。
1. 一般病棟入院基本料の急性期一般入院基本料、又は特定機能病院入院基本料（一般病棟）若しくは専門病院入院基本料（7対1又は10対1）に係る届出を行っていること
2. 診療録管理体制加算に係る届出を行っていること
3. DPC調査に適切に参加し、入院診療及び外来診療に係るデータを提出すること
4. DPC調査において、適切なデータを提出し、かつ、調査期間1月あたりの（データ／病床）比が0.875以上であること
5. 適切なコーディングに関する委員会を設置し、年4回以上開催すること

望ましい要件
- 急性期入院医療を担う病院として、救急医療管理加算の届出を行っていること
- 診療録管理体制加算1の届出を行っていること
- 適切なコーディングに関する委員会の毎月開催
- 適切なコーディングに関する委員会開催時の「DPC／PDPS傷病名コーディングテキスト（厚生労働省保険局医療課）」活用

DPC対象病院となった後に、要件を満たさなくなった場合
- 上記 1.2. の要件を満たせなくなった場合は、3ヶ月間の猶予期間を設け、3ヶ月を超えてもなお基準を満たせない場合には、DPC制度から退出する。
- 上記 3.5. については、中央社会保険医療協議会において要件を満たしていないと決定された場合は、決定された月の4月後の初日にDPC制度から退出する。
- 上記 4. については、各年10月1日から翌年9月30日までのデータで判定され、基準を満たしていない場合は判定後の翌年4月1日にDPC制度から退出となる。
- ※退出した場合でも、厚生労働省保険局医療課が定める期間は、DPC調査に参加しなければならない。

## 診断群分類
| 改定時期  | MDC数 | 傷病名数 | 診断群分類総数 | うち包括分類数 |
| --------- | ----- | -------- | -------------- | -------------- |
| 2003年4月 | 16    | 575      | 2,552          | 1,860          |
| 2004年4月 | 16    | 591      | 3,074          | 1,726          |
| 2006年4月 | 16    | 516      | 2,347          | 1,438          |
| 2008年4月 | 18    | 506      | 2,451          | 1,572          |
| 2010年4月 | 18    | 507      | 2,658          | 1,880          |
| 2012年4月 | 18    | 516      | 2,927          | 2,241          |
| 2014年4月 | 18    | 504      | 2,873          | 2,309          |
| 2016年4月 | 18    | 506      | 4,918          | 2,410          |
| 2018年4月 | 18    | 505      | 4,955          | 2,462          |

診断群分類は、1986年の米国エール大学における、一般産業でいうQC活動を医療に応用するための研究に端を発している。その後、各国でさまざまな形で応用され、米国で開発された診断群分類は、DRG（Diagnosis Related Group）と呼ばれている。DRGには資源消費の均質性という特徴があり、1983年、米国において、メディケアの入院医療費の支払方法として診断群分類ごとの包括支払い方式が採用された。これをDRG/PPSという。
1996年、日本でも診断群分類をベースとした定額制の方向が示され、1998年に急性期入院医療費の定額支払い方式の試行事業（日本版DRG/PPS）が開始された。その後2003年にこの診断群の考え方を踏襲して誕生したのがDPC包括支払いである。
DPC（診断群分類）とは、患者ごとに傷病名や年齢、意識障害レベル（JCS）、手術、処置の有無などの治療行為を組み合わせたものである。DPC対象病院が増えてきたこともあり「DPC＝包括支払い」と認識されがちであるが、DPCはあくまで診断群分類を意味しており、包括支払い制度を意味するものではない。DPCという呼称については混乱を避けるため、支払制度としてのDPC制度の略称についてはDPC/PDPS(Diagnosis Procedure Combination / Per-Diem Payment System)とすることで2010年12月16日のDPC評価分科会において整理された。
日本における診断群分類は、医療資源を最も投入した傷病名により分類し、次に、診療行為（手術、処置等）等により分類する構造となっている。傷病名は国際疾病分類（ICD10）、診療行為等については、診療報酬上の区分で定義されている。
2014年4月改定におけるDPCの分類項目は2,873分類であるが、包括評価対象となる診断群分類は2,309分類であり、これに該当しない患者は従来どおりの出来高払いとなる。包括評価の範囲は、主にホスピタルフィー的要素（入院基本料・検査・画像診断・投薬・注射・1,000点未満の処置などの施設報酬）であり、ドクターフィー的要素（手術料・麻酔料・1,000点以上の処置などの医療技術料）は対象外となる。従来の点数にあてはめてみると、DPCの対象となる入院患者に算定できる診療報酬の約7割が包括範囲に含まれている。（あくまでも全体の平均であり、手術等の無い入院の場合には包括部分が9割を超す場合や、短期の手術目的での入院では包括部分が1割未満の場合がある）

また、2014年4月改定より一定程度治療法が標準化し、短期間で退院可能な検査・手術の診断群分類を短期滞在手術等基本料３の対象とした上で、包括範囲を全診療報酬点数とする見直しが行われた。入院５日目までに該当する手術・検査を実施した場合は短期滞在手術等基本料３として入院５日目まで定額の診療報酬となる。
なお、短期滞在手術等基本料３はDPC対象病院に限定されず、保険医療機関（診療所を除く）において、入院５日目までに該当する手術等を行った場合は短期滞在手術等基本料３の対象となる。
短期滞在手術等基本料３に該当する手術・検査と診療報酬は次のとおり。
- Ｄ237 終夜睡眠ポリグラフィー１ 携帯用装置を使用した場合　１６，７７３点
- Ｄ237 終夜睡眠ポリグラフィー２ 多点感圧センサーを有する睡眠評価装置を使用した場合　９，３８３点
- Ｄ237 終夜睡眠ポリグラフィー３ １及び２以外の場合　９，６３８点
- Ｄ291-2 小児食物アレルギー負荷検査　６，１３０点
- Ｄ413 前立腺針生検法　１１，７３７点
- Ｋ008 腋臭症手術２ 皮膚有毛部切除術　１７，４８５点
- Ｋ093-2 関節鏡下手根管開放手術　２０，３２６点
- Ｋ196-2 胸腔鏡下交感神経節切除術（両側） ４３，４７９点
- Ｋ282 水晶体再建術１ 眼内レンズを挿入する場合 ロその他のもの　２７，０９３点
- Ｋ282 水晶体再建術２ 眼内レンズを挿入しない場合　２１，６３２点
- Ｋ474 乳腺腫瘍摘出術１ 長径5cm未満　２０，１１２点
- Ｋ617 下肢静脈瘤手術１ 抜去切除術　２７，３１１点
- Ｋ617 下肢静脈瘤手術２ 硬化療法　９，８５０点
- Ｋ617 下肢静脈瘤手術３ 高位結紮術　１２，３７１点
- Ｋ633 ヘルニア手術５ 鼠径ヘルニア（15歳未満の場合） ２９，０９３点
- Ｋ633 ヘルニア手術５ 鼠径ヘルニア（15歳以上の場合） ２４，８０５点
- Ｋ634 腹腔鏡下鼠径ヘルニア手術（15歳未満の場合） ５６，１８３点
- Ｋ634 腹腔鏡下鼠径ヘルニア手術（15歳以上の場合） ５１，４８０点
- Ｋ721 内視鏡的結腸ポリープ・粘膜切除術１ 長径２cm未満　１４，６６１点
- Ｋ721 内視鏡的結腸ポリープ・粘膜切除術２ 長径２cm以上　１８，９３２点
- Ｋ743 痔核手術２ 硬化療法（四段階注射法）　１３，４１０点
- Ｋ867 子宮頚部(腟部)切除術　１８，４００点
- Ｋ873 子宮鏡下子宮筋腫摘出術　３５，５２４点

## DPCコード
DPCでは、2,873ある全ての診断群分類に対して14桁で構成される「診断群分類番号」つまりDPCコードが割り振られている。このうち2,309のDPCにはそれぞれ入院期間に応じた包括点数が設定されており、2014年3月19日付の官報で告示されている。コードには下記のような意味がある。数字の代わりに「x」とある場合は「該当なし」を意味する。
例）040080x099x0xx
左から順に各桁ごとに決められた定義により表現される。
- 1～2桁目 (1)主要診断群/MDC2桁コード
- 3～6桁目 (2)最も医療資源を投入した傷病名の4桁分類コード
- 7桁目 (3)入院目的（2006年4月改定より未使用：x該当なし）
- 8桁目 (4)特定の条件：年齢条件、出生体重条件、JCS条件（意識障害レベルの指標）、Burn index条件（熱傷の重傷度を判断する指標）、GAF条件（主に精神科領域で用いられる機能の全体的評定）
- 9～10桁目 (5)手術情報
- 11桁目 (6)手術・処置等1の有無
- 12桁目 (7)手術・処置等2の有無
- 13桁目 (8)副傷病の有無
- 14桁目 (9)重症度等の有無

この例（040080x099x0xx）を端的に表現すれば「肺炎等で15歳以上の人が入院し、特に処置・手術等が無かった」こととなる。具体的な意味としては次のようになる。
- 04：呼吸器の疾患（1～2桁目）
- 0080：肺炎、急性気管支炎、急性細気管支炎（3～6桁目:実際には1桁目～6桁目が揃わなければ傷病名に該当しない）
- x：該当なし（7桁目）
- 0：年齢条件（8桁目）
- 99：手術なし（9～10桁目）
- x：該当なし（11桁目）
- 0：手術・処置等2なし（12桁目）
- x：該当なし（13桁目）
- x：該当なし（14桁目）

## DPCにおける総報酬額
DPCにおける総報酬額＝診断群分類による包括評価+出来高評価+入院時食事療養費
診断群分類による包括評価は、「診断群分類点数表」と呼ばれる包括範囲点数表をもとに下記の式で算定し、出来高部分については従来からの医科診療報酬点数表をもとに算定する。
診断群分類による包括評価＝診断群分類ごとの1日当たり点数×医療機関別係数×入院日数×10円
なお、前出の診断群分類番号（040080x099x0xx）は以下のような包括範囲点数となっている。
- 入院1日目～6日目：2,942点/日
- 入院7日目～13日目：2,175点/日
- 入院14日目～28日目：1,849点/日

（※29日目以降は入院期間III（2SD）超えとなり、従来通りの出来高の計算方式で算定）
※包括評価（包括範囲点数）の水準については出来高報酬制度における点数算定データ（DPC導入の影響評価に係る調査の実績）に基づいて算出されている。
医療機関別係数は、以下の４つを合算（各医療機関の係数については平成26年厚生労働省告示第 91号で告示されている）
- 基礎係数：医療機関群別に、医療機関の基本的な診療機能を評価したもの
- 機能評価係数Ⅰ：出来高報酬体系における、「入院基本料の差額」、「入院基本料等加算」等を係数化したもの
- 機能評価係数Ⅱ：DPC/PDPS参加による医療提供体制全体としての効率改善等へのインセンティブ及び地域において医療機関が担うべき役割や機能等を評価したもの
- 暫定調整係数：従来の調整係数の段階的廃止過程において暫定的に設定される係数

## 参考
- 第222回中央社会保険医療協議会総会資料（総-5-1）
- 厚生労働省保険局医療課平成24年度診療報酬改定説明会(平成24年3月5日開催)資料「平成24年度診療報酬改定の概要（DPC制度関連部分）」
- 平成26年度診断群分類(DPC)電子点数表
- 平成26年厚生労働省告示第57号
- 平成26年厚生労働省告示第88号
- 平成26年3月19日保医発03第号
- 平成26年度第１回診療報酬調査専門組織・ＤＰＣ評価分科会資料

- 第396回中央社会保険医療協議会総会資料（中医協 総-5-2 30.6.20）
- 第396回中央社会保険医療協議会総会資料（中医協 総-5-3 30.6.20）
- ＤＰＣ制度への参加等の手続きについて（保医発0326第7号 平成30年3月26日）
- DPC／PDPS傷病名コーディングテキスト 改定版 平成30年4月 厚生労働省保険局医療課